# Duduieni
Duduieni falu Romániában, Erdélyben, Fehér megyében.

## Fekvése
Aranyosvágás mellett fekvő település.

## Története
Duduieni korábban Aranyosvágás része volt. 1956-ban vált külön 153 lakossal. 1966-ban 162, 1977-ben 130, 1992-ben 125, a 2002-es népszámláláskor pedig 98 román lakosa volt.